# Мойсей Антипов-Богданов
Мойсей (Антипов-Богданов) (*1783 — †13 (25) липня 1834) —  церковний діяч, ректор Київської духовної академії, єпископ Староруський, Вологодський, Саратовський, архієпископ Карталінський і Кахетинський.

## Життєпис
Духовну освіту здобув у Троїце-Сергієвій академії.
1808 року прийняв чернечий постриг. Впродовж 1808-1814 рр. навчався у Петербурзькій духовній академії.
1817 року призначений ігуменом Київської семінарії та настоятелем Братського монастиря.
1819 року очолює новоутворену Київську академію. 1822 року отимує титул доктора богослів'я.
1824 року хіротонізований на єпископа Староруського, 1827 року - на єпископа Вологодського, у 1828-1832 рр. - єпископ Саратовський.
У березні 1832 р. призначений архієпископом Карталінським і Кахетинським, екзархом Грузії.
Помер у Тбілісі, похований у Сіонському соборі.

## Праці
- Слово при совершении торжества венчания на царство и священного миропомазания благочестивейшего государя императора Николая Павловича и благочестивейшей государыни императрицы Александры Федоровны, сказанное в Новгородском Софийском соборе Моисеем, епископом Старорусским и викарием Новгородской митрополии, августа 28 дня 1826 года (СПб., 1826),
- Слово на случай заключения мира с Оттоманской Портой (СПб., 1829),
- Слово в день благодарственного молебствия по случаю прекращения холеры (СПб., 1831).